# Equipe malaia na Copa Davis
A equipe malaia na Copa Davis representa a Malásia na Copa Davis, principal competição de tênis masculina por equipes do mundo. É administrada pela Lawn Tennis Association of Malaysia.